# Сукремль (Жиздринський район)
Сукремль (рос. Сукремль) — присілок в Жиздринському районі Калузької області Російської Федерації.
Населення становить 12 осіб. Входить до складу муніципального утворення Село Огорь.

## Історія
Від 2004 року входить до складу муніципального утворення Село Огорь

## Населення
| 1913 | 2002 | 2007 | 2010 |
| ---- | ---- | ---- | ---- |
| 140  | ↘26  | ↘18  | ↘12  |